# Familecte
 (juillet 2024).
Un familecte représente des codes linguistiques spécifiques partagés au sein d’une famille ou éventuellement d’un petit groupe de personnes qui se distinguent des codes linguistiques admis dans leur communauté. 
Une des premières personnes ayant étudié ce phénomène de façon exhaustive fut Cynthia Gordon, professeure de linguistique à l'université de Georgetown, qui en fait mention dans son ouvrage Making Meanings, Creating Family publié en 2009. Les familects se développent en partie, car les jeunes enfants, lorsqu'ils apprennent à parler, déforment des mots, des conjugaisons ou inversent certaines structures syntaxiques, certains d'entre eux sont adoptés par la famille et deviennent des usages courants. Par ailleurs, certains usages sont le fruit de lapsus ou de bafouillage qui sont ensuite repris par les autres membres de la famille.